# Odynerus bairstowi
Odynerus bairstowi är en stekelart som beskrevs av Giovanni Gribodo.
Odynerus bairstowi ingår i släktet lergetingar och familjen Eumenidae. Utöver nominatformen finns också underarten Odynerus bairstowi militaris.